# Josh Brownhill
Joshua „Josh“ Brownhill (* 19. Dezember 1995 in Warrington) ist ein englischer Fußballspieler.
Der Mittelfeldspieler spielte in der Jugend von Manchester United und machte erste Schritte im Profifußball bei Preston North End. Nach einem halbjährigen Leihgeschäft beim FC Barnsley, schloss er sich dem Bristol City an, wo er in dreieinhalb Jahren über 150 Pflichtspieleinsätze absolvierte. Von 2020 bis 2025 stand er fünfeinhalb Jahre beim FC Burnley unter Vertrag.

## Vereinskarriere

### Preston North End
Josh Brownhill besuchte die Birchwood Community High School in seiner Heimatstadt Warrington, einer Stadt in Cheshire im Nordwesten Englands. Er begann mit dem Fußballspielen bei Warrington Town und kam über Manchester United im Jahr 2012 als 15-Jähriger in die Nachwuchsabteilung von Preston North End. Am 8. Oktober 2013 gab er bei der 0:2-Heimniederlage gegen Oldham Athletic sein Debüt für die Lilywhites. In der dritthöchsten englischen Spielklasse bestritt er am 12. Oktober (12. Spieltag) bei der 0:2-Heimniederlage gegen Crewe Alexandra sein erstes Spiel, als er in der 73. Spielminute für Joel Byrom eingewechselt wurde. Bereits eine Woche später traf er bei seinem ersten Start beim 2:1-Auswärtssieg gegen den FC Gillingham erstmals. In der Folge etablierte er sich als Rotationsspieler und beendete die Spielzeit 2013/14 mit drei Toren in 25 Ligaspielen.
Die folgende Saison 2014/15 begann er als Stammspieler, fiel jedoch im Oktober 2014 aus der Startformation. Von Ende Dezember bis Anfang Februar 2015 war er wieder dort im Einsatz, kam anschließend aber nur mehr zu einem Kurzeinsatz. In dieser Spielzeit bestritt er 18 Ligaspiele, in denen er zwei Tore erzielte und stieg mit Preston North End als Zweitplatzierter in die zweitklassige Football League Championship auf.

### Leihe zum FC Barnsley
In der Hinrunde der folgenden Saison 2015/16 kam er nur zu drei Kurzeinsätzen in der Liga. Um Spielpraxis zu sammeln, wurde Brownhill am 14. Januar 2016 für einen Monat an den Drittligisten FC Barnsley ausgeliehen. Zwei Tage stand er beim 3:0-Auswärtssieg gegen Shrewsbury Town bereits über die volle Distanz auf dem Platz. Am 1. Februar wurde das Leihgeschäft bis Saisonende ausgedehnt. Bei Barnsley wurde er zum unumstrittenen Stammspieler und gewann von seinen ersten zehn Spielen, in welchen er eingesetzt wurde, neun, womit Barnsley vom Tabellenmittelfeld zu den Play-off-Rängen aufschloss. Am 5. März 2016 (35. Spieltag) erzielte er beim 3:1-Auswärtssieg gegen den FC Walsall sein erstes Tor für die Tykes. Am 3. April 2016 gewann man mit einem 3:2-Finalsieg gegen Oxford United die Football League Trophy 2015/16. Letztlich qualifizierte sich Barnsley als Tabellensechster für die Play-offs. Nachdem man das Hinspiel 3:0 gewann, steuerte Brownhill beim 3:1-Auswärtssieg im Rückspiel gegen den FC Walsall einen späten Treffer bei. Nach dem komfortablen Aufstieg ins Endspiel im Wembley Stadium, gewann man auch dieses am 29. Mai 2016 mit 3:1 gegen den FC Millwall, womit Brownhill das zweite Mal in Folge in die Championship aufstieg. Am 31. Mai 2016 endete das Leihgeschäft und Brownhill kehrte zu Preston zurück, wo seine Zukunft aufgrund zum Saisonende auslaufenden Vertrags ungewiss war.

### Bristol City
Am 2. Juni 2016 wurde bekanntgegeben, dass sich Josh Brownhill zur Spielzeit 2016/17 dem Zweitligisten Bristol City ablösefrei anschließen wird, wo er einen Zweijahresvertrag unterzeichnete. Dort traf er auf den Trainer Lee Johnson, welcher ihn vor seinem Wechsel zu Bristol City bis Anfang Februar 2016 bei Barnsley trainierte. Für seinen neuen Arbeitgeber debütierte er am 6. August 2016 (1. Spieltag) beim 2:1-Heimsieg gegen Wigan Athletic. Bei den Robins war er vorerst Rotationsspieler, drang jedoch in der Rückrunde immer häufiger in die Startaufstellung vor. Sein einziges Saisontor in 27 Ligaspielen erzielte er am 29. April 2017 (45. Spieltag) beim 1:0-Auswärtssieg gegen Brighton & Hove Albion.
In der folgenden Spielzeit 2017/18 wurde er zum unumstrittenen Stammspieler unter Johnson. Bereits am 3. Spieltag (15. August 2017) erzielte er beim 2:2-Unentschieden gegen den FC Brentford sein erstes Saisontor. Die Saison beendete er mit fünf Treffern und vier Vorlagen in 45 Ligaspielen. In der folgenden Spielzeit 2018/19 war er weiterhin eine konstante Figur im Mittelfeld. Sein erstes Saisontor gelang ihm am 2. September 2018 (6. Spieltag) beim 4:1-Heimsieg gegen die Blackburn Rovers. Am 28. November (18. Spieltag) sah er bei der 0:2-Auswärtsniederlage gegen Leeds United in der 55. Spielminute die gelb-rote Karte und flog damit zum ersten Mal in seiner Karriere vom Platz. Die aufgefasste Ein-Spiele-Sperre sollte das einzige verpasste Ligaspiel Brownhills in dieser Saison sein. Somit kam er erneut zu 45 Ligaeinsätzen, in denen er genauso wie in der Vorsaison fünf Tore und vier Assists sammelte. Am 17. August 2019 (3. Spieltag) führte er seine Mannschaft beim 2:0-Heimsieg gegen die Queens Park Rangers erstmals als Kapitän auf das Feld. Ab diesem Spiel übernahm er die Kapitänsbinde vollständig. Bis zu seinem Wechsel kam er in dieser Saison 2019/20 in 28 Ligaspielen zum Einsatz, in denen er fünf Tore erzielte und zwei weitere Treffer vorbereitete.

### FC Burnley
Am 30. Januar 2020 verließ Josh Brownhill Bristol City nach über 150 Pflichtspieleinsätzen und wechselte zum FC Burnley in die Premier League. Der Verein aus Lancashire stattete ihn mit einem 4-1/2-Jahres-Vertrag aus. In der folgenden Zeit konnte er sich in der Mannschaft als Stammspieler durchsetzen. Nach zweieinhalb Spielzeiten in der Premier League stieg er mit dem Team 2022 in die zweite Liga ab. Ab der Saison 2022/23 fungierte er als Vizekapitän der Mannschaft und erreichte mit ihr am Saisonende den direkten Wiederaufstieg zurück in die Premier League, aus der man ein Jahr später allerdings erneut abstieg. Zur anschließenden Saison 2024/25 stieg er zum Kapitän der Mannschaft auf und spielte seine persönlich erfolgreichste Saison, in welcher der Mittelfeldspieler mit insgesamt 18 Toren in 42 Einsätzen der beste Torschütze seiner Mannschaft wurde und mit ihr erneut den Wiederaufstieg zurück in die Premier League erreichte. Nach Ablauf seines Vertrages verließ er Burnley im Sommer 2025 nach insgesamt 211 Pflichtspieleinsätzen für den Verein.

## Erfolge
Preston North End
- Aufstieg in die Football League Championship: 2014/15

FC Barnsley
- Football League Trophy: 2015/16
- Aufstieg in die EFL Championship: 2015/16